# The Show Must Go On, Probably?
"The Show Must Go On, Probably?" es el primer episodio de la segunda temporada de la serie de televisión estadounidense de comedia negra y drama criminal Barry. Es el noveno episodio general de la serie y fue escrito por los creadores de la serie Alec Berg y Bill Hader, y dirigido por Hiro Murai. Abandonando el esquema de nombres de títulos "Capítulo" de la primera temporada, se transmitió por primera vez en HBO en los Estados Unidos el 31 de marzo de 2019.
La serie sigue a Barry Berkman, un sicario de Cleveland que viaja a Los Ángeles para matar a alguien, pero se une a una clase de actuación impartida por Gene Cousineau, donde conoce a la aspirante a actriz Sally Reed y comienza a cuestionar su camino en la vida mientras trata con sus asociados criminales como Monroe Fuches y NoHo Hank. En este episodio, Barry quiere seguir adelante con su vida después de los eventos en la casa del lago. Sin embargo, Gene está desconsolado después de la "desaparición" de Moss y considera terminar la clase. Mientras tanto, NoHo Hank ve su vida amenazada cuando Cristóbal colabora con su rival y también es amenazado por su familia en Chechenia.
Según Nielsen Media Research, el episodio fue visto por un estimado de 0,532 millones de espectadores en hogares y obtuvo una participación de audiencia del 0,2% entre los adultos de entre 18 y 49 años. El episodio recibió elogios de la crítica, y los críticos elogiaron la nueva dirección de la serie luego de la primera temporada, las actuaciones y el tono más oscuro.

## Trama
En Cleveland, Fuches (Stephen Root) se entrega a la policía después de que su asesino (Shaughn Buchholz) arruina un trabajo y lleva a la policía a su habitación de motel.
De regreso en Los Ángeles, Gene (Henry Winkler) ha estado ausente desde la "desaparición" de Moss y Barry (Bill Hader) intenta conseguir que una clase apática ensaye The Front Page. Mientras tanto, Hank (Anthony Carrigan) se enoja cuando Sifuentes (Michael Irby) y los bolivianos se alían con la pandilla birmana rival de Esther (Patricia Fa'asua).
Barry visita a Gene mientras el excompañero de Moss en el Departamento de Policía de Los Ángeles, Loach (John Pirruccello), le informa que su cabaña ya no es una escena del crimen activa y que el caso de Moss se cerrará debido a la falta de pistas en su desaparición. Gene rechaza la súplica de Barry de regresar a la clase.
Hank recibe una amenaza de muerte de su familia en Chechenia, quienes creen que los bolivianos son responsables del asesinato de Goran. Visita a Barry en su nuevo trabajo en Lululemon y le dice que lo protegió mintiéndole a los chechenos que Esther había matado a Goran. Le pide a Barry que mate a Esther, pero él lo rechaza.
Gene llega, cancela la obra y dice que quiere cerrar la clase de forma permanente. Cuando Barry sugiere que la clase podría ayudar a Gene a superar su dolor, Gene dice con amargura que hablar de Moss sería como si Barry se sincerara sobre la primera vez que mató a alguien. Barry confiesa que mató a tres posibles combatientes enemigos desde una distancia impresionante en Afganistán mientras realizaba un reconocimiento con su compañero Albert (James Hiroyuki Liao). Mientras Barry habla, Gene hace que los actores representen la escena en la que Barry se muestra arrepentido. Cuando se le pregunta, Barry dice que su interpretación es correcta, cuando en realidad los otros marines celebraron con él. Gene está convencido de continuar con la clase.
Sally (Sarah Goldberg) elogia a Barry por su valentía, aunque está demasiado ocupada para pasar tiempo con él. Hank se enfrenta a Barry nuevamente en el estacionamiento, afirma que Barry le debe dinero por salvarle la vida y amenaza con decirle a su familia la verdad sobre Goran y luego matarlo a él y a la clase si se niega a matar a Esther. Barry acepta ayudar.
La policía compara el ADN de Fuches con el diente encontrado en la escena del asesinato de Goran. Loach se entera de esto gracias a su nueva compañera, Mae Dunn (Sarah Burns), y rápidamente descubre las conexiones de Fuches y Barry con Cleveland y comienza a sospechar de este último.

## Producción

### Desarrollo
En marzo de 2019, se reveló el título del episodio como "The Show Must Go On, Probably?" (abandonando el esquema de nombres de títulos "Capítulo" de la primera temporada) y se anunció que los creadores de la serie Alec Berg y Bill Hader habían escrito el episodio mientras que Hiro Murai lo había dirigido. Este fue el cuarto crédito como guionista de Berg, el cuarto crédito como guionista de Hader y el tercer crédito como director de Murai. 

### Escritura
Los escritores consideraron muchos escenarios posibles para la escena de apertura, con una idea que incluía la revelación de las acciones de Barry después del bosque. La redactora Liz Sarnoff sugirió ignorar eso y explorar nuevos conceptos para la temporada. Bill Hader mencionó muchos aspectos de la historia, incluidos el diente de Fuches, el nuevo compañero de Loach y el nuevo asesino a sueldo de Fuches. Sarnoff sugirió entonces comenzar la temporada con el nuevo hitman de Fuches y su misión fallida.  De esa manera, la historia podría conectarse con el diente de Fuches a través de su arresto, que culminó con el descubrimiento de Barry por parte de Loach. Los escritores pensaron que conectar a Fuches con Barry sólo porque estaban en Cleveland no funcionaría, por lo que agregaron a Loach mirando la foto desde la cámara del lápiz labial. 

## Recepción

### Audiencia
El episodio fue visto por 0,532 millones de espectadores, obteniendo un 0,2 en el grupo demográfico de calificación 18-49 en la escala de calificación de Nielson. Esto significa que el 0,2 por ciento de todos los hogares con televisor vieron el episodio.  Esto representó una ligera disminución respecto del episodio anterior, que fue visto por 0,548 millones de espectadores, con un 0,2 en el grupo demográfico de 18 a 49 años. 

### Reseñas críticas
"The Show Must Go On, Probably?" recibió elogios de la crítica. Vikram Murthi, de The AV Club, le dio al episodio una calificación de "A" y escribió: "Tenía mis propias dudas sobre la sostenibilidad de Barry, principalmente porque su premisa se presta a la posibilidad de repetir el mismo material. Hay una versión de Barry que, en esencia, podría replicar su primera temporada una y otra vez hasta que todos se aburran, y aun así tendría mucho éxito. Siempre existe el temor de que una serie se conforme con ser neutral en lugar de explorar un territorio diferente. Por suerte, mi escepticismo se desvaneció casi de inmediato después de ver el estreno de esta noche".
Alan Sepinwall, de Rolling Stone, escribió: «El regreso de la comedia negra de HBO sobre un asesino a sueldo convertido en actor pone de relieve un problema común en la televisión moderna: series que están perfectamente construidas para una temporada, pero que de todos modos vuelven a por más».  Ben Travers, de IndieWire, escribió: «Los chistes más mordaces suelen surgir de los rincones más sombríos del alma, pero lo que Hader y Berg hacen con Barry no se centra en afilar sus colmillos; no buscan provocar risas a través del descenso de Barry, sino que las utilizan para incitarnos a analizar una de las perspectivas más desafiantes de la televisión. Su interés reside en su protagonista, y también en el de la audiencia. Barry Berkman está a punto de convertirse en el próximo Walter White, y Barry bien podría seguir el camino de Breaking Bad si quiere; así de oscura se está volviendo la serie, y no es una fachada. Es realmente buena. Prepárense». 
Nick Harley, de Den of Geek, le dio al episodio una calificación de 4 estrellas sobre 5 y escribió: «El final de temporada de la primera aparición de Barry fue satisfactorio y lo suficientemente completo como para servir como final de serie, pero aquí, Barry redefine el panorama con naturalidad, presentando nuevas amenazas y matices a los personajes, sin perder un dominio magistral del tono dispar de la serie. Hacía tiempo que no esperaba tanto el regreso de una serie, y por suerte, Barry cumple desde el primer momento. Si las cosas se pusieron difíciles y complicadas para Barry el año pasado, entonces, por lo que parece, más le vale prepararse».  Jen Chaney, de Vulture, escribió: «Barry, al igual que la serie que lleva su nombre, sigue estando en un momento oscuro esta temporada. Aunque el aspirante a actor no quiera oír esto, es un momento que le sienta de maravilla, y a Barry». 